# 옐무라트 타스무라도프
옐무라트 줄립카로비치 타스무라도프(우즈베크어: Elmurot Zulypkarovich Tasmurodov 옐무로트 줄립카로비치 타스무로도프, 러시아어: Эльмурат Зулыпкарович Тасмурадов, 1989년 7월 5일~) 또는 옐무라트 줄릅카룰르 타스무라토프(카자흐어: Елмұрат Зұлыпқарұлы Тасмұратов)는 우즈베키스탄의 레슬링 선수이다. 
우즈베키스탄 국가대표 선수로서 올림픽에 3회 참가했으며 2016년 하계 올림픽 남자 그레코로만형 밴텀급 동메달을 획득했다. 또한 세계 선수권 대회에서 은메달 1개, 동메달 2개를 획득했다.